# Lyrica Okano
Lyrica Okano (nacida c.  1994) es una actriz estadounidense del origen japonesa. Es conocida por interpretar el papel de Nico Minoru en la serie original de Hulu Runaways.

## Biografía
Lyrica Okano nació de padres que emigraron de Tokio, Japón. Llegaron a los Estados Unidos a principios de la década de 1990 para unirse a la escena del punk rock. Su madre terminó convirtiéndose en una técnica de TI y su padre se convirtió en un maestro que enseñaba japonés. A la edad de cuatro años, comenzó a tomar clases de gimnasia olímpica y casi compitió profesionalmente. Dejó de hacer gimnasia cuando tenía 14 años cuando "[ella] se dio cuenta de que [ella] no tenía ninguna habilidad social". Fue intimidada en la escuela por ser la única niña asiática-estadounidense en su clase y cuando se transfirió brevemente a Kioto, también fue acosada allí debido a sus habilidades elementales en el idioma japonés y sus gestos estadounidenses. Lyrica logró hacerse amiga de una compañera actriz, Yuka Taga, con quien más tarde colaboraría. Su primer papel importante fue como Nico Minoru en Runaways, una serie original de Hulu que se lanzó por primera vez en 2017.

## Filmografía

### Cine y Televisión
| Año       | Título                          | Personajes     | Notas                          |
| --------- | ------------------------------- | -------------- | ------------------------------ |
| 2009      | Ikenhisu: To Kill with One Blow | Pequeña Oshota | Película                       |
| 2014      | Unforgettable                   | Didi           | Episodio: "Reunion"            |
| 2015      | The Affair                      | Chrissy        | Episodios 2.8, 2.9             |
| 2015      | The Michael J. Fox Show         | Caroline       | Episodio: "Dinner"             |
| 2016      | Pimp                            | Kim            | Película                       |
| 2017–2019 | Runaways                        | Nico Minoru    | Principal                      |
| 2018      | Magnum P.I.                     | Amanda Sako    | Episodio: "The Ties That Bind" |
| 2019      | Blue Bloods                     | Margo Chan     | Episodio: "Past Tense"         |
| 2019      | The Enemy Within                | Hacker         | Episodio: Pilot                |
| 2022      | Press Play                      | TBA            | [ 4 ]                          |

### Videojuegos
| Año  | Título                 | Personajes        | Notas                     |
| ---- | ---------------------- | ----------------- | ------------------------- |
| 2022 | Marvel's Midnight Suns | Nico Minoru (voz) | Videojuego de rol táctico |